# Partido Unión Popular (Panamá)
El Partido Unión Popular (PUP) fue un partido político panameño de tendencia liberal de centro. Fue fundado por Sergio González Ruiz en 1947.
González Ruiz fue uno de los líderes del grupo Acción Comunal (en la década de 1920 y 1930) y del Partido Liberal Doctrinario (en la década de 1930 y 1940). No obstante, en 1946, cinco partidos liberales (entre ellos el Liberal Doctrinario) decidieron unificarse en la alianza Unión Liberal. Luego de la convención de 1947, la facción de González Ruiz decide separarse de Unión Liberal y crear el PUP.
En las elecciones generales de 1948 el PUP postuló a González Ruiz como candidato presidencial pero solo obtienen 5634 votos (2,84% del total) y dos diputados en la Asamblea Nacional.
En las elecciones generales de 1952 decidió formar parte de la Coalición Patriótica Nacional que postuló a José Antonio Remón Cantera. Sumó unos 10.552 votos (4,95% del total) y cuatro diputados a la Asamblea Nacional.
En 1953 la Coalición Patriótica Nacional se convirtió en un partido unificado y el PUP fue absorbido. En 1959, la antigua facción del PUP abandonó la Coalición, pero no llegó a reconstituirse como partido.